# Gangarides rosea
Gangarides rosea är en fjärilsart som beskrevs av Walker 1865. Gangarides rosea ingår i släktet Gangarides och familjen tandspinnare. Inga underarter finns listade i Catalogue of Life.